# Odpowiednik (skała)
Odpowiednik – skała w Dolinie Będkowskiej na Wyżynie Krakowsko-Częstochowskiej, we wsi Będkowice w województwie małopolskim, w powiecie krakowskim, w gminie Wielka Wieś. Znajduje się w północnym skrzydle Bramy Będkowskiej, przy wylocie Wąwozu Będkowickiego do Doliny Będkowskiej. Pod szczytem wschodnich zboczy Doliny Będkowskiej znajduje się grupa skał, na mapie Geoportalu opisanych jako Skały Północnej Bramy Będkowskiej. Wspinacze skalni wyróżniają wśród nich skały: Pytajnik, Zapytajnik, Odpowiednik i Rogata Grań. Odpowiednik znajduje się pomiędzy Zapytajnikiem i Rogatą Granią.
Zbudowany z wapieni Odpowiednik znajduje się na stromym zboczu porośniętym lasem sosnowo-bukowym. Ma wysokość 12 m, ścianę miejscami połogą, miejscami pionową.

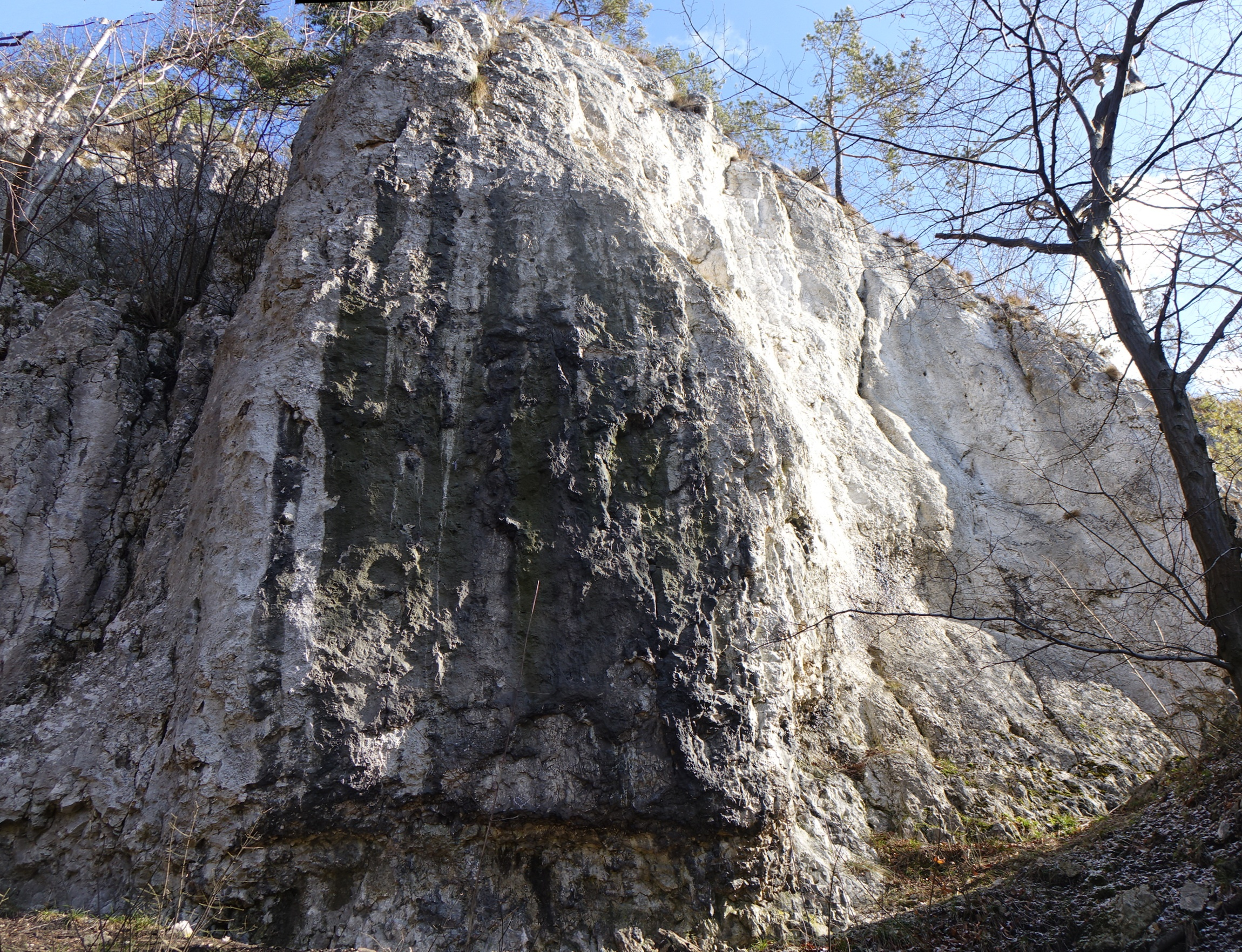
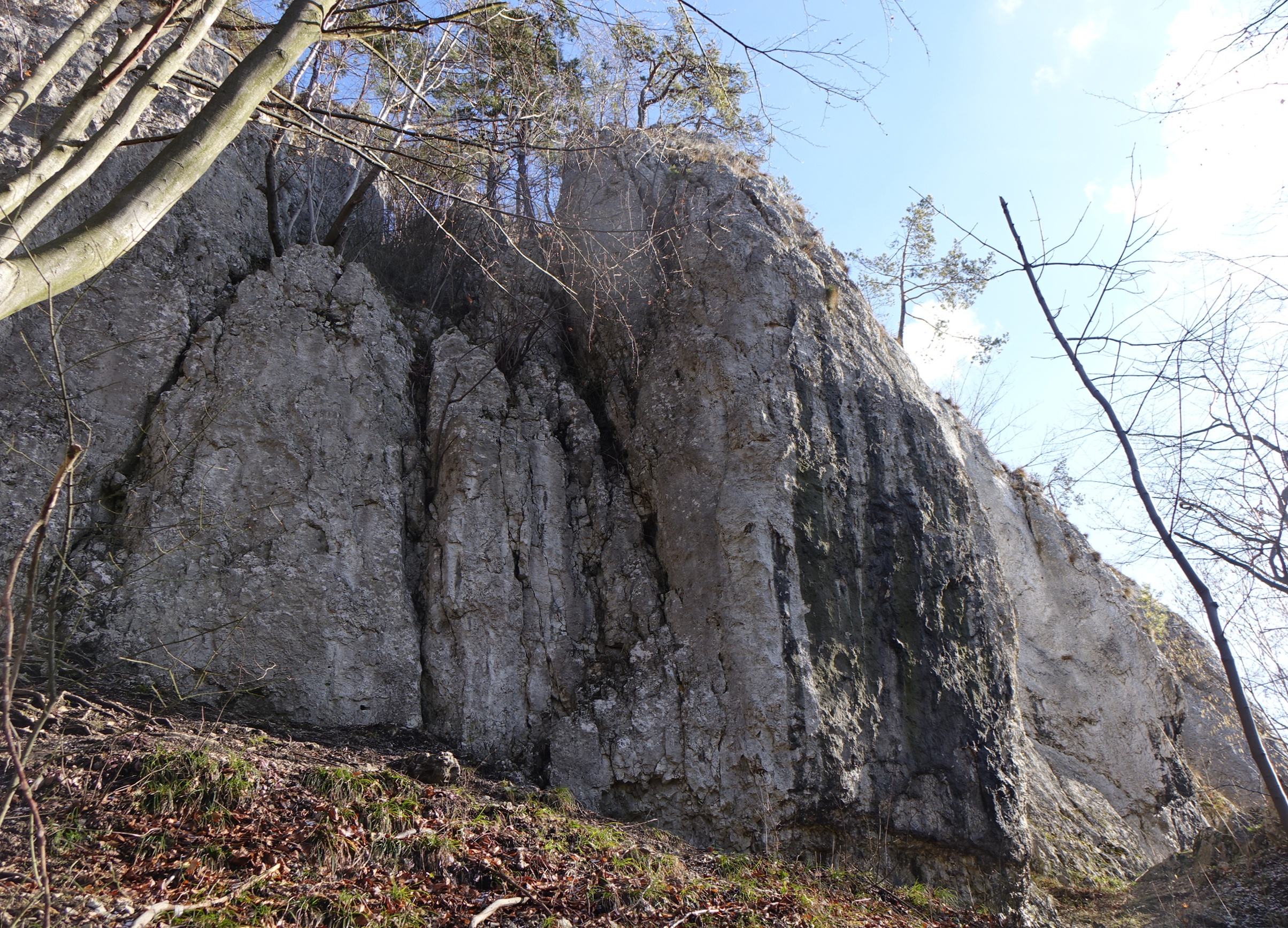
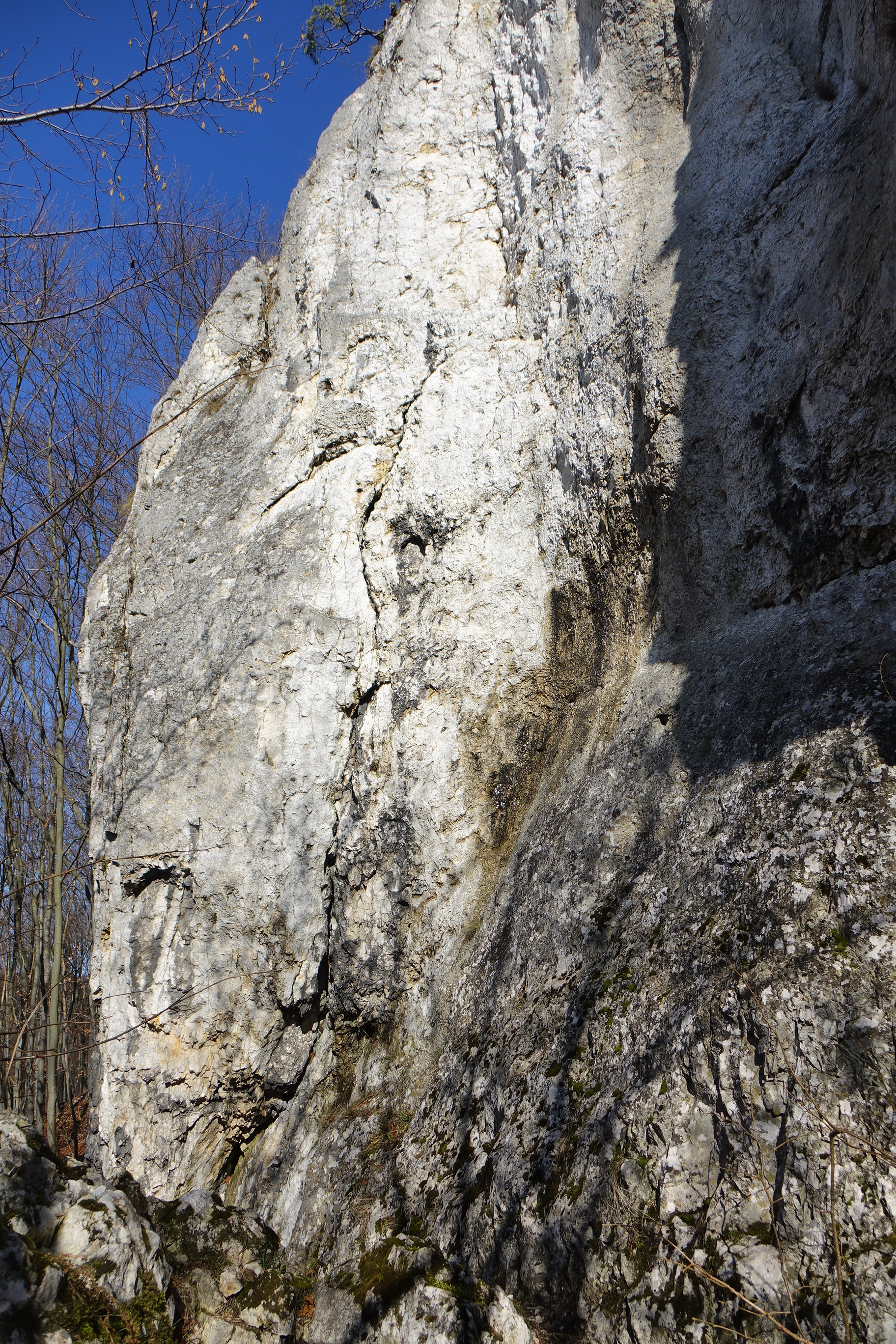

## Drogi wspinaczkowe
Wspinacze zaliczają Odpowiednika do Grupy Bramy Będkowskiej. Jest na nim 5 dróg wspinaczkowych o trudności od IV+ do VI.2+ w skali polskiej. Mają zamontowane stałe punkty asekuracyjne w postaci ringów (r), spitów (s) i ringów zjazdowych (rz).
Odpowiednik I
1. Integracja pierwotna; IV+, 12 m
2. Fatwa; VI.1+, rz, 14 m
3. Szatańskie wersety; VI.2/2+, 2r + 2s, 14 m
4. Życie jest cierpieniem; VI.2, 1r + 3s + rz

Odpowiednik II
1. Kto pyta nie błądzi; VI, 4r + st, 15 m[3].